# Dzodinka
Le dzodinka (ou adere, adiri, arderi, dzodzinka, lidzonka) est une langue bantoïde des Grassfields parlée au Cameroun par environ 2 600 personnes (2000) dans la région du Nord-Ouest et le département du Donga-Mantung, plus précisément à l'extrême-nord de l'arrondissement de Nwa, dans le village d'Adere qui fait figure d'exception au milieu d'un environnement Mfumte.